# Choki Wangchuk
Choki Wangchuk là một cầu thủ bóng đá người Bhutan. Anh ra mắt lần đầu tại vòng loại Cúp bóng đá châu Á 2019 trước Bangladesh, có tên trong đội hình xuất phát và thi đấu hết trận.